# Karl Feiertag

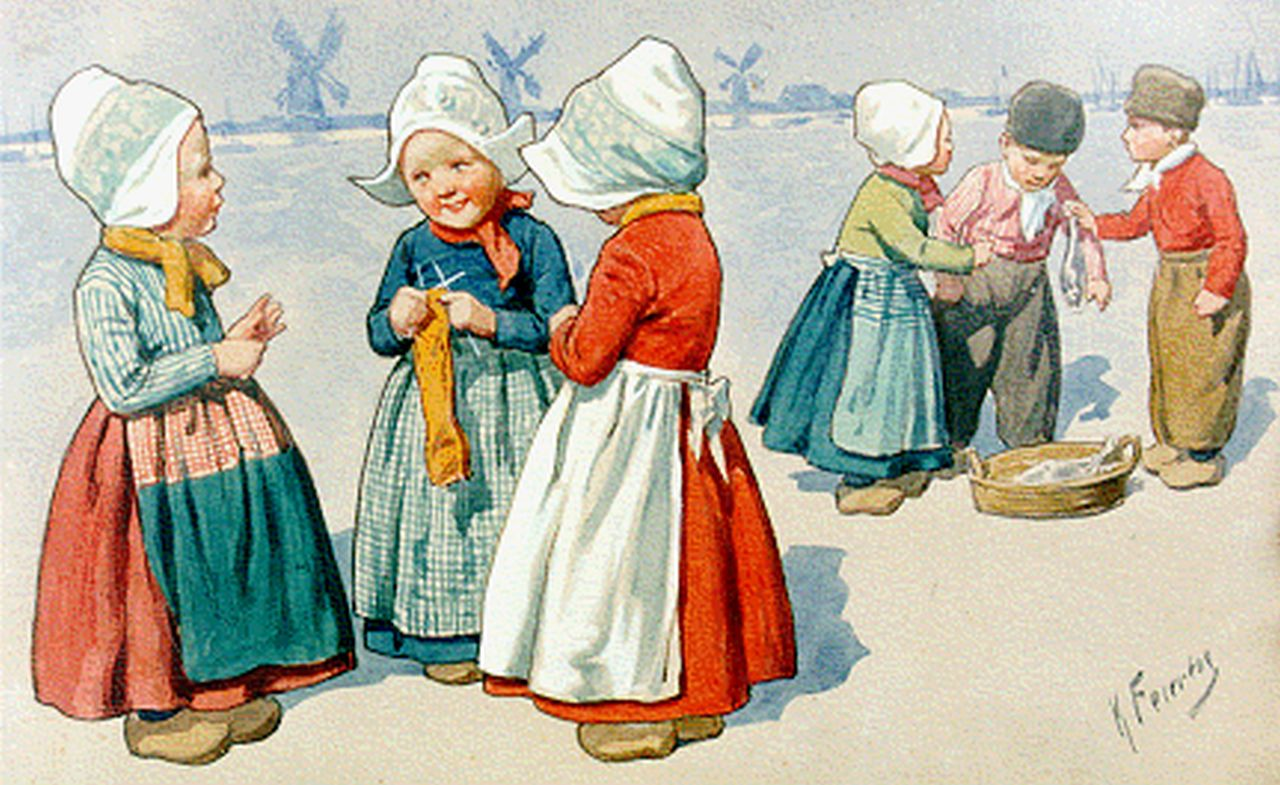
Kinder in der Volendamer Tracht

Karl Feiertag (geboren 25. April 1874 in Wien; gestorben 26. September 1944 in Weidling) war ein österreichischer Maler.

## Leben
Karl Feiertag studierte Malerei an der Akademie der bildenden Künste Wien bei Franz Rumpler, Kasimir Pochwalski und Josef Mathias Trenkwald. Er arbeitete in Wien und München für diverse Werbefirmen und zog mit seiner Frau nach Weidling. 1914 wurde er Mitglied im Verein Heimischer Künstler Klosterneuburg. 

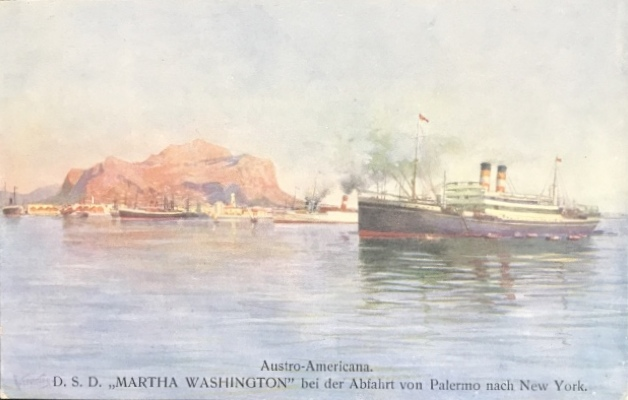
SS Martha Washington vor Palermo

Feiertags Werk umfasst Landschaften und Stadtansichten. Einen massenhaften Absatz fanden seine Künstlerpostkarten mit Kindermotiven, Kasperln, Teddybären und Tiermotiven. Für den Wiener Kunstpostkartenverlag Brüder Kohn schuf er eine Serie mit Ansichten und Bordszenen des Triester Austro-Americana-Schiffs Martha Washington. Er gestaltete auch Kindermalbücher und ironisierende farbige Tierdarstellungen, wie beispielsweise solche bekleideter Affen, die menschlichen Verhaltensmustern folgen.
Er wurde auf dem Weidlinger Friedhof in Klosterneuburg bestattet. In Klosterneuburg ist die Karl-Feiertag-Gasse nach ihm benannt.

## Werke (Auswahl)
- Anna Marquardsen: Macht auf das Tor!. Bilderschmuck K. Feiertag. Nürnberg : Jaser, 1920
- Am Praterstern
- Graben
- Prater Bei der Damenkapelle
- Prater Kaffeehaus mit Militärkapelle
- Rendezvous beim Sirk (um 1900)
- Weigls Etablissement
- Wiener Leben vor der Oper